# Witich Roßmann

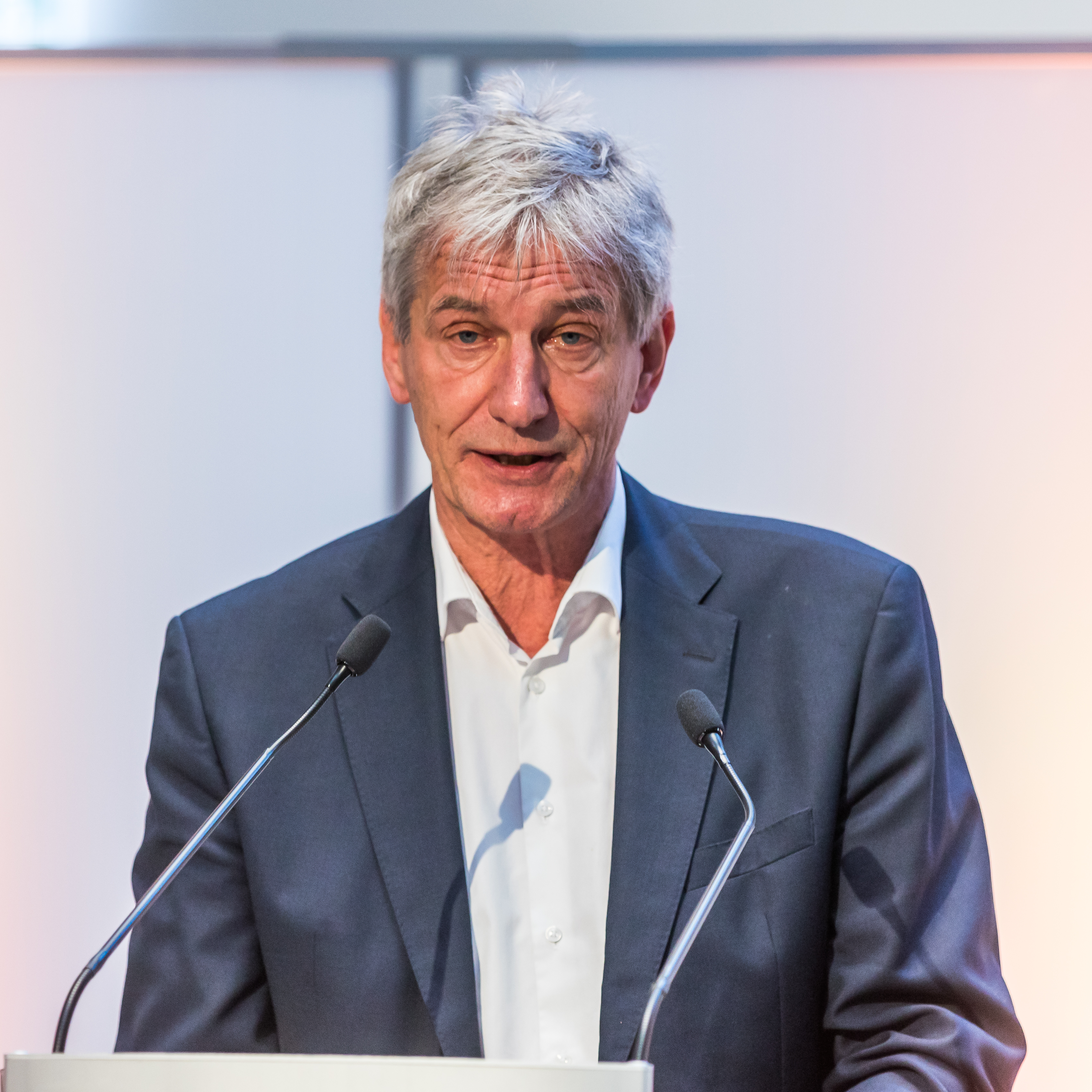
Witich Roßmann, 2023

Witich Roßmann (geboren 1951 in Wolfsburg) ist ein deutscher Gewerkschafter und Politikwissenschaftler.

## Leben
Witich Roßmann ist der Sohn eines Industrieangestellten bei VW. Nach dem Abitur am Wolfsburger Theodor-Heuss-Gymnasium studierte er Politikwissenschaften in Marburg und wurde dort mit einer Dissertation über Tarifpolitik promoviert. Er war wissenschaftlicher Mitarbeiter des Marburger Instituts für Politikwissenschaft und Mitherausgeber und Autor mehrerer Studien zur Geschichte und Politik der Gewerkschafts- und Arbeiterbewegung.
Roßmann arbeitete ab 1985 als Projektsekretär bei der IG Metall in Wetzlar und wurde 1987 hauptberuflicher Gewerkschaftssekretär der IG Metall in Köln. Dort wurde er im Jahr 2000 zum Ersten Bevollmächtigten der IG Metall Geschäftsstelle Köln-Leverkusen gewählt. 2017 ging er in den Ruhestand und wurde zum Vorsitzenden des DGB-Stadtverbands Köln gewählt.

## Schriften (Auswahl)
- Zusammen mit Frank Deppe, Käthe Gerstung, Gerhard Weiß:  Aktuelle Probleme der Gewerkschaftsbewegung (1966–1976). In: Frank Deppe, Georg Fülberth, Jürgen Harrer: Geschichte der deutschen Gewerkschaftsbewegung. Pahl-Rugenstein Verlag, Köln 1978², ISBN 3-7609-0290-1, S. 410–468.
- Zusammen mit Klaus Pickshaus: Streik und Aussperrung '78. Hafen, Druck, Metall. Soziale Bewegungen. Analyse und Dokumente des IMSF. Nachrichten-Verlag, Frankfurt am Main 1978, ISBN 978-3-88367-006-5.
- Vom mühsamen Weg zur Einheit. Lesebuch zur Geschichte der Kölner Metall-Gewerkschaften. Quellen und Dokumente. VSA, Hamburg 1991, ISBN 978-3-87975-539-4.
- Zusammen mit Frank Deppe (Hrsg.): Wirtschaftskrise, Faschismus, Gewerkschaften. Dokumente zur Gewerkschaftspolitik 1929–1933. Pahl-Rugenstein, Köln 1981, ISBN 978-3-7609-0656-0.
- Vergesellschaftung, Krise und gewerkschaftliche Gegenmacht. Studien zu Strukturveränderungen der „industriellen Beziehungen“ in der Bundesrepublik (1969–1984). Verlag Arbeiterbewegung und Gesellschaftswissenschaft, Marburg 1986. Zugleich Dissertation Universität Marburg 1986. ISBN 978-3-921630-65-5.
- Panzerrohre zu Pflugscharen. Zwangsarbeit, Wiederaufbau, Sozialisierung, Wetzlar 1939–1956. Text und Dokumente. Verlag Arbeiterbewegung und Gesellschaftswissenschaft, Marburg 1987, ISBN 978-3-921630-78-5.
- Zusammen mit Joachim Schmidt-Sasse (Hrsg.): AchtungFertigLos. Vorkrieg 1935–1939. Elefanten Press, Berlin 1989, ISBN 978-3-88520-314-8.
- Zusammen mit Frank Deppe, Klaus Dörre (Hrsg.): Gewerkschaften im Umbruch. Pahl-Rugenstein, Köln 1989, ISBN 978-3-89438-280-3.
- Aufgestiegen, abgestiegen, umgestiegen? Zur Sozialstruktur der Angestellten, In: Schumm-Garling, U.(Hrsg.). Angestellte und Gewerkschaften. Neue Trends und neue Antworten. Köln. 1991, S. 19-55. ISBN 3-7663-2299-0
- Gewerkschaften im marktwirtschaftlichen Auflösungsprozess. Perspektiven der industriellen Beziehungen. in: Bieling, H.J., Dörre, K., Steinhilber, J. Urban, H-J. (Hrsg.). Flexibler Kapitalismus. Hamburg 2001. ISBN 3-87975-830-1
- Akteure im Betrieb – Betriebspolitik als Basis von Organisationsentwicklung und Gewerkschaftsmacht, in: Jörg Hofmann, Christiane Benner (Hrsg.): Geschichte der IG Metall. Zur Entwicklung von Autonomie und Gestaltungskraft, Frankfurt/M. 2019, S. 331-387. ISBN 978-3-7663-6925-3.
- Vom Flächen- zum Haustarifvertrag- Dynamiken der Tarifgeographie, in: Industrielle Beziehungen Jg. 27 Nr. 4-2020:Tarifpolitik, S. 501-524; doi:10.3224/indbez.v27i4.08
- "Wilder Streik" bei Ford 1973 – die lange Vorgeschichte, Ursachen, Verlauf, in: Jahrbuch des Kölnischen Geschichtsvereins 86/2024, hg. von Ulrich S. Soénius, Köln 2024, S. 175-275. ISBN 978-3-412-53136-2